# 小斯内克河
小斯内克河（英語：Little Snake River）是扬帕河的一条支流，长约155英里（249），流经美国怀俄明州的西南部和科羅拉多州的西北部。